# Falsterboplan
Falsterboplan, i folkmun ofta Jesusparken, är en park vid Möllevången i Malmö.
Parken består av två delar som skiljs åt av Ystadsgatan. Medan båda delarnas ytor huvudsakligen utgörs av gräs har båda kortare gruslagda stigar. Den södra delen av parken är till ytan mindre än den norra och har en rastgård för hundar. I mitten av den norra delen av parken finns en större sten placerad. Parken har utsetts till plats för ett antirasistiskt minnesmärke som planeras invigas 2025.

## Läge och omgivning
Falsterboplan avgränsas av Simrishamnsgatan i norr, Nobelvägen i öster och Sofielundsvägen i söder. Namnet fastställdes 1962 av Malmö stadsfullmäktige. Stadsbuss 3 stannar vid hållplatsen Falsterboplan, längs Nobelvägen.
Några närliggande platser är Södervärnstornet, Sankta Maria kyrka, Nobeltorget och Möllevångstorget.

## Smeknamnet Jesusparken
Enligt en lokal tradition bodde en narkoman i parken som var mager och hade långt hår och därför förknippades med bilder av Jesus. Enligt en annan tradition beror det på parken ägdes av "kyrkan", Kyrkliga samfälligheten i Malmö, som hade planer på att bygga en kyrka på platsen. Barnen i kvarteren runt om började därför kalla platsen Jesusparken. År 1949 invigdes närbelägna kyrkan Möllevångsskyrkan, sedermera Sankta Maria Kyrka, och parken såldes lite senare på 1950-talet till Malmö stad.